# Irresponsable
Irresponsable és una sèrie de televisió francesa en trenta capítols de 26 minuts creada per Frédéric Rosset i dirigida per Stephen Cafiero, produïda per Tetra Media Fiction/La Pépinière, i emesa entre el 20 de juny de 2016 i el 2 de gener de 2022 a OCS City. La tercera temporada, pensada com l'última, es va emetre a partir del 5 de desembre de 2019. S'ha doblat al català per a la plataforma 3Cat. Anteriorment, s'havia subtitulat la primera temporada a la mateixa llengua per a FilminCAT.

## Sinopsi
En Julien, de 31 anys, es veu obligat a tornar a viure amb la seva mare a causa de les dificultats econòmiques malgrat la seva edat. De tornada a la seva ciutat natal, torna a retrobar-se per casualitat amb l'amor de la infància, la Marie, que té un fill de 15 anys, en Jacques, del qual és el pare.
En Julien, tot i que mai s'ha comportat com un adult responsable sinó com un adolescent en crisi, està decidit a assumir el seu paper de pare amb totes les dificultats que això comporta.

## Repartiment
- Sébastien Chassagne: Julien Chandelier
- Marie Kauffmann: Marie de Jade
- Théo Fernandez: Jacques de Jade
- Nathalie Cerda: Sylvie Chandelier
- Vincent Steinebach: Adrien
- Julie Farenc-Deramond: Léa
- Matilda Marty: Emma

## Llista d'episodis

### Temporada 1 (2016)
| Núm. total | Núm. de la temporada | Títol                             | Data d'emissió original | Data d'estrena a 3Cat |
| --- | -------------------- | --------------------------------- | ----------------------- | --------------------- |
| 1 | 1                    | «El fill pròdig (primera part)»   | 20 de juny de 2016      | 15 d'abril de 2024    |
| En Julien, sense feina ni diners, torna a viure amb la seva mare a Chaville, el poble on ha crescut. Després de fer una entrevista al seu antic institut per una oferta de feina de bidell, es creua per casualitat amb la Marie, el seu amor de joventut, que ara és professora. En Julien està encantat, però encara no sap que aquest retrobament li canviarà la vida per complet. |                      |                                   |                         |                       |
| 2 | 2                    | «El fill pròdig (segona part)»    | 20 de juny de 2016      | 15 d'abril de 2024    |
| Ara que sap que és pare d'un adolescent, en Julien decideix fugir de Chaville just quan en Jacques li truca per anar a veure el seu camell. En Julien accepta, encuriosit, sense revelar-li la veritat. |                      |                                   |                         |                       |
| 3 | 3                    | «La reunió de pares»              | 27 de juny de 2016      | 15 d'abril de 2024    |
| En Julien i en Jacques volen convèncer la Marie perquè els deixi quedar. A més, en Julien aprofita la reunió de pares a l'institut per demostrar que pot ser un bon pare. |                      |                                   |                         |                       |
| 4 | 4                    | «La mare d'en Benoît»             | 27 de juny de 2016      | 15 d'abril de 2024    |
| Els pares d'en Benoît, el millor amic d'en Jacques, volen parlar amb la Marie i en Julien: han trobat droga a l'habitació del seu fill i acusen en Jacques de ser-ne el responsable. En Julien intentarà reconduir la situació a la seva manera. |                      |                                   |                         |                       |
| 5 | 5                    | «A la recerca del Jacques perdut» | 4 de juliol de 2016     | 15 d'abril de 2024    |
| La Marie apareix molt nerviosa a casa d'en Julien. En Jacques ha desaparegut i tot fa pensar que ha fugit, així que decideixen sortir junts a buscar-lo. Aquest periple serà una bona ocasió per solucionar els comptes pendents. |                      |                                   |                         |                       |
| 6 | 6                    | «Com un peix a l'aigua»           | 4 de juliol de 2016     | 15 d'abril de 2024    |
| En Jacques, encara enfadat amb el seu pare, el truca per insultar-lo mentre és en una festa, del tot begut. En Julien decideix presentar-se a la festa amb l'esperança de poder-s'hi reconciliar. |                      |                                   |                         |                       |
| 7 | 7                    | «Regressió»                       | 11 de juliol de 2016    | 15 d'abril de 2024    |
| La millor amiga d'en Julien a París, la Léa, el ve a visitar. A la vegada, ell descobreix que la Marie surt amb l'Adrian. Incòmode, els fa creure que ell ha començat una relació amb la Léa i els convida a sopar a casa per celebrar-ho. |                      |                                   |                         |                       |
| 8 | 8                    | «Quinze anys i nou mesos després» | 11 de juliol de 2016    | 15 d'abril de 2024    |
| És l'aniversari d'en Jacques i en Julien no està convidat a la festa. Enfadat, va cap a casa de la Marie, on resulta que hi ha els seus pares. Comença una gran venjança on les mentides i les veritats ocultes durant tant de temps comencen a sortir a la llum. |                      |                                   |                         |                       |
| 9 | 9                    | «L'amor pica»                     | 18 de juliol de 2016    | 15 d'abril de 2024    |
| La Marie està decidida a recuperar la joventut i passa les nits a París amb la Léa. En Julien decideix acompanyar-les, però es retroba amb fantasmes del passat que s'hauria estimat més evitar. Mentrestant, en Jacques i la Sylvie es comencen a conèixer, però no sense dificultats.                                                                                               |                      |                                   |                         |                       |
| 10 | 10                   | «Sí, la família»                  | 18 d'octubre de 2016    | 15 d'abril de 2024    |
| Després de passar la nit junts, en Julien i la Marie es prometen tornar-se a veure aviat. Tres setmanes més tard, en Julien, que encara no en sap res de la Marie, decideix anar-la a buscar a la feina per demanar-li explicacions, però la situació pren un caire que no s'esperava.                                                                                                |                      |                                   |                         |                       |

### Temporada 2 (2018)
| Núm. total | Núm. de la temporada | Títol                                   | Data d'emissió original | Data d'estrena a 3Cat |
| --- | -------------------- | --------------------------------------- | ----------------------- | --------------------- |
| 11 | 1                    | «L'inici d'una nova era»                | 22 de febrer de 2018    | 13 de maig de 2024    |
| En Julien té una vida tranquil·la. Encara viu a casa de la seva mare i treballa de conserge a mitja jornada a l'institut de Chaville. Però la festa de jubilació de la seva mare podria portar canvis a la seva tranquil·la rutina.                                   |                      |                                         |                         |                       |
| 12 | 2                    | «La sort ja està tirada, no va res bé!» | 22 de febrer de 2018    | 13 de maig de 2024    |
| En Julien no s'ho creu. La Sylvie ha decidit mudar-se amb el Jean-Pierre i l'ha obligat a acompanyar-la, ja que no es pot mantenir tot sol. En Julien, que ara viu a casa d'un desconegut, se sent atrapat.                                                           |                      |                                         |                         |                       |
| 13 | 3                    | «De tot menys tornar a casa»            | 1 de març de 2018       | 13 de maig de 2024    |
| Per primera vegada a la vida, en Julien sembla decidit a independitzar-se, però les coses no són tan fàcils. Seguint amb el seu costum d'okupa, intenta entabanar la Sam, que no té cap mena d'intenció de deixar que s'instal·li a casa seva. On viurà, llavors?     |                      |                                         |                         |                       |
| 14 | 4                    | «Visc la vida de la Marie»              | 1 de març de 2018       | 13 de maig de 2024    |
| En Julien s'instal·la temporalment a casa de la Marie. La situació és complicada per a tots dos: per a en Jacques, que té por de la imatge que projecta la seva família, i per a la Marie, que pensava que acollir-lo era el que havia de fer i ja no ho té tan clar. |                      |                                         |                         |                       |
| 15 | 5                    | «La precarietat dels nostres principis» | 8 de març de 2018       | 13 de maig de 2024    |
| Gràcies a la Sam, ara en Julien viu en un petit estudi propietat d'en Maillard, el seu exprofessor i pitjor enemic. En Maillard encara no ho sap, i la supervivència d'en Julien penja d'un fil.                                                                      |                      |                                         |                         |                       |
| 16 | 6                    | «Els misteris del sexe»                 | 8 de març de 2018       | 13 de maig de 2024    |
| Entre la pressió social i les explícites expectatives de l'Emma, en Jacques es prepara per a la seva "primera vegada" en una setmana en què la tensió no para d'augmentar.                                                                                            |                      |                                         |                         |                       |
| 17 | 7                    | «Bombes fètides i sentiments»           | 15 de març de 2018      | 13 de maig de 2024    |
| En Julien està molt enfadat amb la Marie des que el va fer fora de casa sense cap avís ni explicació. Comença una guerra entre els dos. |                      |                                         |                         |                       |
| 18 | 8                    | «Analitza'm, idiota»                    | 15 de març de 2018      | 13 de maig de 2024    |
| La Sylvie cada cop està més avorrida de la seva vida quotidiana amb en Jean-Pierre, a qui cada cop idolatra menys, i la tornada a casa d'en Julien afegeix més llenya al foc.                                                                                         |                      |                                         |                         |                       |
| 19 | 9                    | «La festa a casa»                       | 22 de març de 2018      | 13 de maig de 2024    |
| La Sylvie i en Jean-Pierre se'n van de cap de setmana i en Julien ho aprofita per organitzar una festa a casa. Cauen les màscares i surten els sentiments. |                      |                                         |                         |                       |
| 20 | 10                   | «No ens precipitem»                     | 22 de març de 2018      | 13 de maig de 2024    |
| És un dia complicat després de la festa a casa d'en Jean-Pierre. Per a la Sylvie, en Julien i la Marie, la situació ha canviat. Com afrontaran aquest nou punt d'inflexió?                                                                                            |                      |                                         |                         |                       |

### Temporada 3 (2019-2020)
| Núm. total | Núm. de la temporada | Títol                                | Data d'emissió original | Data d'estrena a 3Cat |
| --- | -------------------- | ------------------------------------ | ----------------------- | --------------------- |
| 21 | 1                    | «Quin serà el nostre futur?»         | 5 de desembre de 2019   | 7 de juny de 2024     |
| Fa dos anys que en Julien, la Marie, en Jacques i la Sylvie viuen sota el mateix sostre. Un cop aprovat el batxillerat, en Jacques anuncia que se'n vol anar a l'altra punta del món. La Marie i en Julien no en volen sentir a parlar i intenten fer-lo canviar d'opinió per tots els mitjans. |                      |                                      |                         |                       |
| 22 | 2                    | «Final de capítol»                   | 12 de desembre de 2019  | 7 de juny de 2024     |
| Ara que en Julien treballa al mateix lloc que en Jacques, l'intenta convèncer perquè es quedi i no marxi a viure lluny. Mentrestant, la Marie guarda un secret que li impedeix avançar amb la tesi i apareix una veïna peculiar.                                                                |                      |                                      |                         |                       |
| 23 | 3                    | «La veïna rareta»                    | 19 de desembre de 2019  | 7 de juny de 2024     |
| Mentre la Sylvie, empesa pels últims esdeveniments, es prepara per marxar de casa, en Julien i la "nova veïna" no es posen d'acord a l'hora d'explicar-li la veritat. |                      |                                      |                         |                       |
| 24 | 4                    | «Els ovaris de la meva millor amiga» | 26 de desembre de 2019  | 7 de juny de 2024     |
| En Julien i la Marie passen la nit a casa de la Léa i la Sam, que surten juntes. Però l'ambient és tens: el tema "fills" divideix les dues parelles. |                      |                                      |                         |                       |
| 25 | 5                    | «En Jacques és l'excusa perfecta»    | 2 de gener de 2020      | 7 de juny de 2024     |
| Com que ja hi ha prou embolics a la família, en Julien i la Marie decideixen no explicar que s'han separat. Però no és tan fàcil fer veure que no passa res quan vius sota el mateix sostre! |                      |                                      |                         |                       |
| 26 | 6                    | «El millor poli de Catcity»          | 9 de gener de 2020      | 7 de juny de 2024     |
| En Julien desapareix sense avisar i cadascú reacciona a la seva manera. La Sylvie en denuncia la desaparició a la comissaria, en Jacques es concentra en el viatge per no amoïnar-se i la Marie fa el que pot per mantenir en secret la ruptura i la identitat de la Julie.                     |                      |                                      |                         |                       |
| 27 | 7                    | «Jo t'agafo, tu m'agafes»            | 16 de gener de 2020     | 7 de juny de 2024     |
| Angoixat, en Julien se'n va a Lió, on viu la Julie. Els dos germans recuperen el temps perdut a casa en Michel, el seu pare, que se n'ha anat de vacances. Però aquest parèntesi màgic té un preu: de debò que en Julien es perdrà el comiat del seu fill?                                      |                      |                                      |                         |                       |
| 28 | 8                    | «Mal de panxa»                       | 23 de gener de 2020     | 7 de juny de 2024     |
| Acompanyat de la Julie, en Julien torna a Chaville el dia abans del gran viatge d'en Jacques. L'última oportunitat de fer les paus amb el seu fill, que està mort de por. Però el part inesperat i imminent de la Julie canvia la situació.                                                     |                      |                                      |                         |                       |
| 29 | 9                    | «L'endemà»                           | 30 de gener de 2020     | 7 de juny de 2024     |
| Un fill abandona el niu, un altre arriba a la vida. Mentre en Julien i la Marie han de decidir sobre el futur de la seva relació ara que Jacques se n'ha anat, la Sylvie visita Julie i la seva filla... I es troba cara a cara amb en Michel més de 30 anys després que l'abandonés.           |                      |                                      |                         |                       |
| 30 | 10                   | «Fem balanç amb calma»               | 6 de febrer de 2020     | 7 de juny de 2024     |
| Un any després, la Marie per fi defensa la seva tesi. És una bona ocasió perquè tothom es torni a reunir des dels últims esdeveniments per fer balanç d'aquest any que han passat separats. |                      |                                      |                         |                       |